# نمادگرایی سیاسی

Circle-A، مرتبط با آنارشیسم.

نمادگرایی سیاسی است نوعی از نمادگرایی است که برای نشان دادن یک نقطه نظر یا حزب سیاسی است.
نمادگرایی می‌تواند در رسانه‌های مختلف از جمله بنرها، تصاویر و پرچم‌ها رخ دهد. به عنوان مثال، پرچم‌های سرخ به‌طور سنتی توسط سوسیالیست‌ها، رادیکال‌های چپ و گروه‌های کمونیستی به نمایندگی از خون کارگران به اهتزاز درمی‌آمدند. پرچم‌های سیاه به‌طور سنتی توسط آنارشیسم و رادیکال‌های چپ به اهتزاز درمی‌آمدند تا فقدان همه ساختارهای ستمگر را نشان دهند. ترکیبی از دو رنگ در یک پرچم سیاه نشان دهنده آنارشیسم اجتماعی است.
بسیاری گروه‌ها از رنگ سیاسی مرتبط با فلسفه سیاسی خود استفاده می‌کنند، به عنوان مثال آبی، به ویژه آبی تیره، اغلب با احزاب محافظه کار در ارتباط است.
گروه‌های فرهنگی ممکن است از نمادهایی استفاده کنند که بسیاری آن را راهی سیاسی می‌دانند، به عنوان مثال نمادهای دگرباشان مانند پرچم Rainbow برای پیشبرد هدف سیاسی حقوق ال‌جی‌بی‌تی استفاده می‌شود.
احزاب فردی غالباً، به‌طور رسمی یا غیررسمی، با نمادها مرتبط می‌شوند - گاهی اوقات نمادهای مرتبط با ایدئولوژی‌هایی را که آنها پشتیبانی می‌کنند، به کار می‌گیرند یا در آن گنجانند. در برخی از کشورهای دموکراتیک این نمادها توسط قانون تنظیم می‌شوند، به عنوان مثال، در انگلستان، نمادهای سیاسی توسط کمیسیون انتخابات تنظیم می‌شوند. در بعضی از کشورها نمادهای سیاسی در برگه‌های رای آورده می‌شود. این نمادها به عنوان نمادهای انتخاباتی شناخته می‌شوند و یکی از وظایف آنها کمک به رای‌دهندگان بی سواد در شناسایی احزاب است.